# Caterina Ordelaffi

Stemma degli Ordelaffi.

Caterina Ordelaffi (Forlì, 1380 circa – post 1435) fu signora di Castel Bolognese.

## Biografia
Era figlia di Giovanni Ordelaffi e di Francesca da Correggio.
Nel 1405 venne imprigionata assieme alla madre, dopo una sollevazione popolare che portò all'assassinio del cugino Francesco III Ordelaffi, signore di Forlì. Pochi giorni dopo venne liberata a patto che lasciasse il territorio. 
Quando il cardinale Baldassarre Cossa cercò di impossessarsi di Forlì, il marito di Caterina, Bartolomeo Fregoso, si impossessò del castello di Fiumana e nominò la moglie signora del luogo. Nel 1410 gli abitanti presero le armi contro i nuovi signori, che si consegnarono nella mani di Giorgio Ordelaffi. Alla morte di questi nel 1423 e approfittando del malcontento pòopolare, Caterina acquistò da Antonio Bentivoglio il paese di Castel Bolognese, divenendone la signora. Venne cacciata dal legato pontificio Cossa e si rifugiò con la madre a Bologna alla corte del Bentivoglio. Malvista a causa della sua ambizione, nel 1435 tramò affinché Antonio Bentovoglio venisse assassinato e consegnato lo stato al figlio di lui Annibale. Con decreto del 3 novembre dello stesso anno, Papa Eugenio IV la esiliò e di Caterina non si seppe più nulla.

## Discendenza
Caterina Ordelaffi sposò nel 1404 Bartolomeo Fregoso, figlio di Pietro Fregoso (1330-1404), doge di Genova.